# 프리스타일 풋볼
프리스타일 풋볼(FreeStyle Football)은 제이씨엔터테인먼트가 제작한 스포츠 온라인 게임이다. 프리스타일 시리즈의 두 번째 작품이기도 하다. 2010년 11월 11일에 정식 오픈하였으며, 2014년 8월 28일을 끝으로 서비스 종료되었다.

## 게임 방식
1. 풋볼의 경우 전후반 3분씩, 풋살의 경우엔 전후반 2분씩의 경기 시간을 가진다.
2. 한 팀은 풋볼에선 골키퍼 포함 5인, 풋살에선 4인으로 이루어진다.
3. 오프사이드 룰이 적용되며, 오프사이드를 범할 시 공이 뒤로 빠진다.
4. 풋볼에서 승리 시 승점 3점, 무승부 시 승점 1점을 획득한다. 단, 정규시간에서 비길 시 승점 손해를 걸고 승부차기를 할 수도 있다. 대회에서는 무승부 없이 바로 승부차기에 돌입한다.
5. 승부차기는 4회 대결로 한다. 4회 전에 동점 이상으로 만들 수 없는 상황이 되면 경기가 즉시 종료된다.
6. 풋살에서 얻을 수 있는 승점은 풋볼과 동일하다. 단, 무승부 시엔 서든데스 연장전(득점시 경기가 바로 종료되는 방식)에 돌입한다는 차이점이 있다.

## 판정 시스템
프리스타일 풋볼에서는 자신이 한 행동에 따라 JUST, GREAT, GOOD, POOR의 4단계 판정으로 나뉜다. JUST부터 GOOD까지는 평점을 올려주나, POOR의 경우는 평점이 떨어진다.
- JUST

가장 좋은 판정이며, 평점을 가장 크게 올려준다. 주황색 기울임 글씨로 표시된다. 득점, 어시스트(도움, 기점), 결정적인 슈팅차단 등의 네 항목이다.
- GREAT

두 번째로 좋은 판정. 노란색 글씨로 표시되며, 이 판정까지는 동료 화면에도 보인다. 유효슈팅, 킬러패스, 중요태클, 중요 패스 차단, 단독찬스 등의 다섯 항목이다.
- GOOD

세 번째로 좋은 판정. 초록색 글씨로 표시된다. 성공적으로 태클, 패스 등을 하면 나타난다.
- POOR

나쁜 판정이며, 평점 마이너스 요인이다. 빨간색 글씨로 나타난다. 불필요한 행동, 실패한 행동을 하면 나타난다.

## 게임 모드
- 시즌 플레이

통상적인 게임 모드로, 레벨별로 들어갈 수 있는 리그가 다르다. 레벨 1부터 레벨 29까지는 아마추어 리그, 최고 레벨인 레벨 30부터는 프로 3부 리그에서 뛰게 된다. 프로 3부 리그로 승격된 순간부터 세부 포지션을 정할 수 있고, 레벨 대신 명성이 적용된다. 팀은 랜덤으로 배정되며, 주장의 권한으로 특정 팀에 초대받을 수 있다(단, 비공개방으로 설정을 해야 한다). 매칭은 랜덤으로 이루어지며, 원치 않을 경우 거절이 가능하다.
- 대회

매주 수요일과 토요일 저녁 8시부터 11시까지 진행된다. 아마추어 대회는 '위너스 리그', 프로 3부 대회는 '챔피언스 리그'라 부른다. 자신이 속한 FA 선수들끼리 팀을 짜서 다른 FA와 대결하게 된다. 승리하면 상대 출전권을 한 장씩 빼앗아오게 된다. 출전권이 0이 되면 아웃되며, 재충전은 불가능하다(대회시간 중 시즌 플레이어서 얻은 출전권은 다음 대회에서 사용 가능하다). 대회 출전권은 시즌 플레이에서 획득할 수 있으며, 아마추어의 경우엔 9~10번째 경기에서, 프로 3부의 경우엔 5,10,15경기와 18~20번째 경기에서 획득이 가능하다. 챔피언스 리그는 출전 제한 명성이 없으나, 위너스 리그는 FA가 없는 레벨 10 이하의 선수는 출전이 불가능하다.
- 친선경기

게임 방을 만들고 플레이하는 모드이다. 레벨 제한은 없고, 자신이 원하는 방을 골라서 들어갈 수 있다. 여기서의 전적은 기록되지 않는다.

## 캐릭터
마름, 보통, 덩치 중에서 선택 가능하며, 신장도 2 cm 단위로 조절이 가능하다. 마름은 지구력 면에서 강하며, 몸싸움엔 그리 좋지는 않다. 반대로 덩치는 쉽게 지치지만, 몸싸움엔 좋은 편이다. 같은 체형이라도 남자는 힘이 더 좋으며, 여자는 지구력이 더 좋다.

## 스페셜 캐릭터
기본 캐릭터와는 달리 능력치에 보너스가 부가되고, 특정 의상이 착용 가능한 특수한 캐릭터다. 대개 캐쉬로 구매해야 하며, 무캄바만 예외적으로 포인트로 구매 가능하다.
- 미쓰에이

실제 걸그룹인 미쓰에이를 바탕으로 만들어졌으며, 수지, 민(이하 2010년 12월 9일 판매 시작), 페이, 지아로 이루어져 있다. 프리스타일 풋볼 초창기 광고 모델로 나온 넷으로, 각각 특성을 지니고 있다.
- 박지성

2011년 3월 31일에 판매 시작한 캐릭터로, 맨체스터 유나이티드(현재는 은퇴)의 실제 선수 박지성을 바탕으로 한 캐릭터다. 공격, 패스, 수비 모두 얼마 정도 특화되어 있다.
- 무캄바

2011년 6월 1일에 판매 시작한 캐릭터로, 프리스타일 풋볼의 첫 오리지널 스페셜 캐릭터이자 프리스타일 시리즈의 첫 국산 오리지널 스페셜 캐릭터이기도 하다(프리스타일의 오리지널 스페셜 캐릭터는 모두 외국 일러스트레이터가 만들었다). 아프리카의 과묵한 전사라는 배경을 지니고 있으며, 캐릭터 중 영어가 주 언어인 유일한 캐릭터다. 수비 쪽으로 특화되어 있다. 포인트로 구매할 수 있다는 장점이 있지만, 수비수 외의 다른 포지션은 불가능하다.
- 소녀시대

프리스타일 스포츠라는 통합 브랜드 출시 기념으로 함께 나온 스페셜 캐릭터. 2011년 12월 21일에 윤아, 서현, 써니를 시작으로 2012년 9월 2일 현재 9명(윤아, 서현, 써니, 태연, 효연, 제시카, 수영, 유리, 티파니) 사용 가능하다. 기존 스페셜 캐릭터보다 높은 능력치라는 장점이 있지만, 착용할 수 있는 복장이 적다는 단점도 가지고 있다.
- 아리아니 셀레스티

UFC 옥타곤걸 아리아니 셀레스티(Arianny Celeste)와의 홍보모델 계약을 맺은 조이시티가 야심차게 내놓은 캐릭터이다. 2012년 8월 29일부터 9월 19일까지 프리미엄 PC방에서 20승을 하면 아리아니 캐릭터를 받을 수 있으며, 5승 추가시 특별의상과 암바 세레모니도 받을 수 있다. 모든 포지션에 걸쳐 유용하다는 설명이지만 체력적인 집중훈련 부분에 스탯이 추가되었을 뿐 정작 기술적인 집중훈련 부분에서는 이점이 없다. 현재 다른 스페셜 캐릭터와는 달리 구매가 불가능하고 이벤트로만 받을 수 있다는 점이 특징이다.
- 티오 비테르

무캄바 다음으로 나온 오리지널 스페셜 캐릭터 [남자] 유럽국적이며  마름체형 공격수 전용 캐릭터였다. '조용한 바람' 이란 뜻의 이름을 가진 '티오 비테르'는 가난한 거리 노동자들의 손에 키워진 슬로베니아 태생의 17세 캐릭터로, 공격적인 성향을 지녀 순발력, 달리기, 슛파워, 슛기술에 탁월하다. 비판점이 없진 않았는데, 타 프리스타일 캐릭터에 비해 매우 비싼 편이고, 특유 음성이 없었다.
- 배수지

건축학 개론 버전의 전용체형 수지로 마름체형 미드 필더 전용 캐릭터였다. 음성 자체는 미쓰에이 수지와 공유.
- 아스트리드/흑 아스트리드

3번째 오리지널 캐릭터이며, 아스트리드는 골드로 구매 가능했었으며, 흑 아스트리드는 윙볼 전용이었다. 즉, 캐시 확정구매가 불가능한 것.
- 크레용팦

최후의 스페셜 캐릭터이다.
- 원더걸스

타 프리스타일 시리즈와는 달리, 프리스타일 풋볼에선 프리스타일에서 출시한 바 있는 원더걸스가 출시되었다. 선예만 출시되었으며, 공격수 전용이다.

## 문제점
신규 유저가 기존 유저들을 실력적으로 상대하기엔 진입장벽이 너무나 컸다. 이를 해결하기 위한 매칭시스템이 있지만 그다지 효과를 보진 못했다.
또한 풋살버전을 출시하면서 물리엔진을 바꾸었는데,  그 물리엔진을 풋볼버전에도 적용시켰으나 유저들이 갑자기 바뀐 게임에 적응하지 못하고 엄청난 비판을 쏟아냈고 많은 유저들이 빠져나갔다. 유저들의 비판이 심해지자 원래의 물리엔진으로 바꾸었지만 다음에는 드리블과 패스능력치에 대한 비판이 쏟아졌다. 드리블 능력치가 높은 중앙 미드필더(CMF)나 공격형 미드필더(AMF)의 드리블을 태클하기가 매우 힘들어졌다. 그에 비해 패스는 차단 당하기 쉬웠기에 유저들은 팀플레이가 아닌 드리블에만 의존한 개인플레이 위주의 게임패턴이 만들어졌다.
기존 유저들도 매칭자체가 유저수가 적다보니 점차 떠나고 있는 실정이며 이에대한 대응책 또한 뚜렷한 효과를 못보고 있는게 현실이다. 업데이트 또한 새로운 컨텐츠보다는 캐릭터나 의상아이템에 초점이 맞춰져 진행되다 보니 유저들이 계속해서 감소했다.
결국 유저수 감소를 해결하지 못한 채 서비스가 종료되었다.